# Dian Fossey

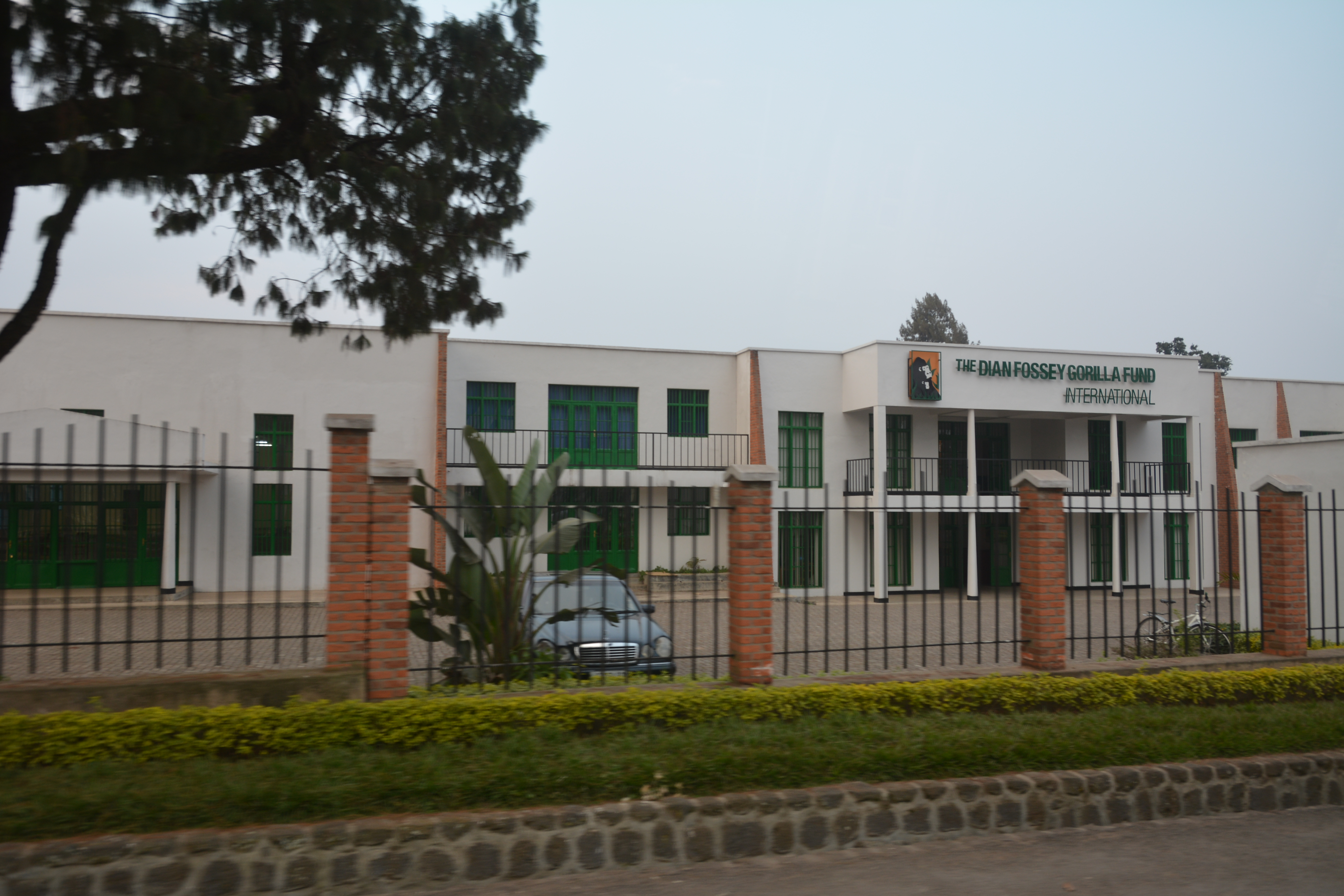
Dian Fossey Gorilla Fund International

Dian Fossey (San Francisco, Estats Units, 16 de gener de 1932 - Ruhengeri, Ruanda, 26 de desembre de 1985), fou una zoòloga estatunidenca reconeguda per la seva labor científica i conservacionista amb els goril·les de les muntanyes Virunga (Gorilla beringei sbsp. beringei) (a Ruanda i la República Democràtica del Congo). Fossey va ser assassinada el 1985; el cas encara es troba obert.

## Biografia
Dian Fossey nasqué a San Francisco el 1932 i es graduà en Teràpia Ocupacional al San Jose State College el 1954. Passà diversos anys treballant en un hospital de Kentucky. Motivada pel treball de George Schaller, destacat zoòleg estatunidenc que es dedicà a l'estudi dels goril·les, Fossey viatjà a Àfrica el 1963. Allà observà i estudià els goril·les de muntanya al seu hàbitat natural i conegué l'arqueòleg britànic Louis Leakey, de qui aprengué la importància de l'estudi dels grans simis per comprendre l'evolució humana.
El 1966 aconseguí el suport de la National Geographic Society i la Fundación Wilkie per treballar al Zaire, però aviat l'agitada situació política del país la forçà a traslladar-se a Ruanda per continuar les seves investigacions. La seva paciència i la seva meticulosa observació dels goril·les li permeteren comprendre i imitar-ne el comportament, guanyant-se gradualment l'acceptació de diversos grups. Aprengué a reconèixer les característiques úniques de cada individu, arribant a tenir-hi una relació de confiança i afecte.
Karisoke, el seu lloc d'estudi, es convertí en centre internacional d'investigació sobre els goril·les quan ella fundà el Centre d'Investigació de Karisoke el 1967. El 1974 rebé el grau de doctora en zoologia per la Universitat de Cambridge.
El 1983 publica Goril·les en la boira, llibre que exposa les seves observacions i la seva relació amb els goril·les en tots els seus anys d'estudis de camp.
En els seus 22 anys d'estudi amb els goril·les, Fossey s'enfrontà i combaté l'activitat dels caçadors furtius que estaven duent l'espècie dels goril·les de muntanya a l'extinció. Aquesta lluita li creà molts enemics, i se sospita que fou el motiu del seu assassinat el 1985. La seva mort a cops de matxet fou atribuïda al cap dels caçadors furtius de goril·les contra els quals lluità. En un principi s'assenyalaren els furtius, però posteriorment fou acusat Wyne McGuire, un jove doctorand que es trobava sota l'assessoria de Fossey i el qual s'acusà de "gelosia professional". McGuire fugí als Estats Units poc abans que un Tribunal ruandès l'acusés del crim i el condemnés a morir afusellat tan aviat com trepitgés territori ruandès. Avui en dia, tanmateix, la teoria més estesa és la de l'assassinat a mans dels furtius amb el suport de les autoritats ruandeses.
El seu treball contribuí en gran part a la recuperació de la població de goril·les i la desmitificació del seu comportament violent.
Fossey fou trobada assassinada al dormitori de la seva cabana a les muntanyes de Virunga (Ruanda) el 26 de desembre del 1985. L'última entrada al seu diari deia:
| « | Quan t'adones del valor de totes les vides, estàs menys pendent d'allò que és passat i et concentres més en la preservació del futur. | » |

El crani de Fossey havia estat dividit per una panga (matxet), una eina àmpliament utilitzada pels caçadors furtius, que havia confiscat a un caçador furtiu en anys anteriors i penjat com a decoració a la paret de la seva sala d'estar, al costat del seu dormitori. Fossey fou trobada morta al costat del llit, amb la seva pistola al costat. Ella estava carregant l'arma, però escollí el tipus incorrecte de municions durant la lluita. La cabana mostrava signes d'una lluita perquè hi havia vidres trencats per terra i les taules, juntament amb altres mobles bolcats. Tots els objectes de valor de Fossey encara eren a la cabana -- milers de dòlars en efectiu, xecs de viatge i equipament fotogràfic romanien intactes. Ella estava a 2 metres de distància d'un forat tallat a la paret de la cabana en el dia del seu assassinat.
Fossey fou enterrada a Karisoke, en un lloc que ella mateixa havia construït per als seus amics goril·les morts. Fou enterrada al cementiri de goril·les prop de Digit i prop de molts goril·les assassinats pels caçadors furtius. Els serveis commemoratius es dugueren a terme també a Nova York, Washington i Califòrnia.
El testament de Fossey establia que tots els seus diners (incloent-hi els guanys de la pel·lícula de Goril·les en la boira) s'havien de destinar a la Fundació Digit per finançar les patrulles contra la caça furtiva. Tanmateix, la seva mare, Kitty Price, discutí el testament i guanyà.
El 1988, la vida i obra de Fossey foren retratades a la pel·lícula Goril·les en la boira (Gorillas in the Mist), dirigida per Michael Apted i protagonitzada per Sigourney Weaver.